# دویس ایرماس
دویس ایرماس (به پرتغالی: Dois Irmãos) یک منطقهٔ مسکونی در برزیل است که در ریو گرانده جنوبی واقع شده‌است. دویس ایرماس ۳۳٬۱۱۹ نفر جمعیت دارد.